# Benito Sarti
Benito Sarti (Padova, 1936. július 23. – 2020. február 4.) válogatott olasz labdarúgó, hátvéd.

## Pályafutása

### Klubcsapatban
1955 és 1957 között a Padova, 1957 és 1959 között a Sampdoria, 1959 és 1968 között a Juventus, 1968–69-ben a Varese labdarúgója volt. A Juventus csapatával három bajnoki címet és két olaszkupa-győzelmet ért el. Tagja volt az 1964–65-es idényben vásárvárosok kupája döntős együttesnek, amely Torinóban kapott ki a Ferencvárostól.

### A válogatottban
1958 és 1961 között hat alkalommal szerepelt az olasz válogatottban.

## Sikerei, díjai
Juventus
- Olasz bajnokság (Serie A)
  - bajnok (3): 1959–60, 1960–61, 1966–67
- Olasz kupa (Coppa Italia)
  - győztes (2): 1960, 1965
- Vásárvárosok kupája
  - döntős: 1964–65